# Département Nya Pendé
Das Département Nya Pendé ist ein Département im Südwesten des Tschad. Es liegt im zentralen bis südöstlichen Teil der Provinz Logone Oriental, die Hauptstadt ist Goré. Im Süden grenzt es an die Zentralafrikanische Republik. Beim Zensus im Jahr 2009 wurden 111.459 Einwohner gezählt. Benannt ist das Département nach dem Fluss Pendé, der von der Zentralafrikanischen Republik her kommend den Tschad erreicht und durch das Département Nya Pendé fließt.

## Verwaltungsuntergliederung
Das Département ist in vier Unterpräfekturen unterteilt:
- Goré
- Békan
- Donia
- Yamodo